# Trachelospermum brevistylum
Trachelospermum brevistylum là một loài thực vật có hoa trong họ La bố ma. Loài này được Hand.-Mazz. miêu tả khoa học đầu tiên năm 1921.